# Richard Wailes
Richard Donald „Rusty“ Wailes (* 21. März 1926 in Seattle; † 11. Oktober 2002 ebenda) war ein US-amerikanischer Ruderer.
Wailes ist einer der wenigen amerikanischen Ruderern, die zwei Goldmedaillen gewannen. Seine erste gewann er bei den Olympischen Spielen 1956 in Melbourne im Achter. Im Jahr 1958 schloss er ein Studium in Yale ab und im folgenden Jahr gewann er bei den Panamerikanischen Spielen zusammen mit Ted Nash, John Sayre und Jay Hall im Vierer ohne Steuermann. Im Jahr darauf nahm er mit nahezu demselben Team, lediglich Hall wurde durch Dan Ayrault ersetzt, an den Olympischen Spielen in Rom teil und gewann erneut die Goldmedaille.